# Fromelennes
Fromelennes (in vallone Fromlene) è un comune francese di 1 094 abitanti situato nel dipartimento delle Ardenne nella regione del Grand Est.

## Società

### Evoluzione demografica
Abitanti censiti